# Nogi
Nogi (野木町?) è una cittadina giapponese della prefettura di Tochigi.